# Tứ phúc hoa
Tứ phúc hoa (danh pháp khoa học: Tetradoxa omeiensis) là một loài thực vật thuộc họ Adoxaceae. Đây là loài đặc hữu Tứ Xuyên, Trung Quốc. Nó đôi khi được gộp trong chi Adoxa.
Loài này có thân dài 10–20 cm với 1-3 lá ở gốc có cuống 3–12 cm và 2 lá mọc đối trên thân với cuống 0,4–2 cm. Nó sinh ra một cụm hoa dạng cành hoa chứa 3-5 hoa màu lục ánh vàng, cuống 0,5–1 cm, đường kính 5-8mm vào khoảng tháng 5-6 và tạo quả trong tháng 8.

## Phân bố
Loài này sinh sống ở những nơi ẩm ướt trong rừng, đôi khi trên đá; ở độ cao khoảng 2.300 m tại Tứ Xuyên (núi Nga Mi, Nhã An).